# سرود (ساز)
سرود یا سروذ یا سروز سازی است زهی کمانی که در بلوچستان رواج دارد. تعداد سیم‌های آن ۲ تا ۱۵ و گاهی به ۲۰ سیم نیز می‌رسد. تعداد ۴ سیم اصلی است و کمان روی آن کشیده می‌شود و باقیمانده، سیم‌های واخوان است که نسبت به سیم‌های اصلی کوک شده و سبب ازدیاد حجم و طنین اصوات حاصله می‌شوند.